# Roberto Menescal
Roberto Menescal, nome completo Roberto Batalha Menescal (Vitória, 25 ottobre 1937), è un chitarrista, compositore e produttore discografico brasiliano, autore di canzoni divenute celebri quali O Barquinho, Você, Telefone (The Telephone Song), Nós e o mar, Ah se eu pudesse, Rio, e considerato fra i capiscuola della bossa nova.

## Biografia
Menescal iniziò nel 1957 la carriera da professionista in una tournée che lo vedeva suonare a supporto della cantante Sylvia Telles. L'anno successivo, assieme a Carlos Lyra, inaugurò a Copacabana una scuola di chitarra dove ebbe per allieve anche Nara Leão e la sorella Danuza Leão. .
La casa di Nara Leão, nella zona di Copacabana, era negli anni cinquanta il luogo in cui si radunavano artisti e musicisti, e fu lì che Menescal venne a contatto con Tom Jobim, Carlos Lyra, Vinícius de Moraes fra i tanti: assieme a loro diede vita a un nuovo movimento musicale denominato bossa nova.
La sua chitarra accompagnò sul palco o in studio di registrazione diversi cantanti; fra questi, oltre alla stessa Nara Leão, Lúcio Alves, Maysa, Dorival Caymmi, Elis Regina. Menescal fu anche lo scopritore della ventenne Zizi Possi, che grazie al suo interessamento incise il disco d'esordio nel 1978. Oltre al forte sodalizio artistico con Ronaldo Bôscoli, ebbe modo di suonare assieme a celebri strumentisti brasiliani: i pianisti Luiz Eça, Luís Carlos Vinhas e João Donato, i percussionisti Hélcio Milito e Wilson das Neves, il flautista Bebeto Castilho, i tastieristi Eumir Deodato, José Roberto Bertrami e Ugo Marotta, il contrabbassista Sergio Barrozo, solo per citarne alcuni.
Fu chitarrista ma anche produttore discografico, attività che intraprese nel 1964 curando Wanda vagamente, disco dell'esordiente Wanda Sá; divenne in seguito produttore per conto della Polygram – casa discografica di cui fu anche il direttore artistico fra il 1979 e il 1986 – e produsse lavori di gruppi e cantanti, fra cui Elis Regina, Os Cariocas, Maria Bethânia e Leila Pinheiro. Il regista brasiliano Cacá Diegues lo volle per i suoi due film Joana Francesa e Bye Bye Brasil, dei quali Menescal ha creato la colonna sonora assieme a Chico Buarque.
Oltre a suonare la chitarra, gestisce nuovi gruppi e progetti musicali. Nel 2005, insieme all'amico di vecchia data Carlos Lyra ha prodotto il documentario sulla bossa nova dal titolo Coisa mais linda.

## Vita privata
Dal 1963 è sposato con Yara Silveira. La coppia ha tre figli: Márcio, Adriana e Cláudio.

## Discografia
- A Bossa Nova (Elenco, 1963)
- The Boy from Ipanema Beach (Kapp, 1965)
- O Conjunto De Roberto Menescal (1969)
- Um Cantinho, Um Violão (Philips, 1985)
- Swingueira (Albatroz, 1996)
- Bossa Evergreen (Albatroz, 2000)
- Brasilidade (Six Degrees, 2001)
- Bossa Entre Amigos (Albatroz, 2003)
- Bossa Jazz Session with Eddy Palermo (Albatroz, 2003)
- Bossa Zen (Albatroz, 2003)
- Eu & Chis with Cris Delanno (Albatroz, 2003)
- Jazz Zen (Albatroz, 2004)[2]

## Televisione
| Anno      | Programma                                         | Personaggio       | Nota                        |
| --------- | ------------------------------------------------- | ----------------- | --------------------------- |
| 2005      | Descobrindo Waltel                                | Se stesso         | Documentario                |
| 2005      | Coisa Mais Linda: Histórias e Casos da Bossa Nova | Se stesso         | Documentario                |
| 2005      | À la recherche d'Orfeu Negro                      | Se stesso         | TV Documentario             |
| 2008      | Loki - Arnaldo Baptista                           | Se stesso         | TV Documentario             |
| 2007-2009 | Por Toda Minha Vida                               | Se stesso         | TV Documentario (serie)     |
| 2012      | Raul - O Início, o Fim e o Meio                   | Se stesso         | Documentario                |
| 2013      | Compositores Unidos                               | Ospite principale | 1ª stagione - Episodi 1 e 2 |

## Filmografia
- Bye Bye Brasil, regia di Carlos Diegues (1980)